# Гейлі Льюїс
Гейлі Льюїс (англ. Hayley Lewis, 2 березня 1974) — австралійська плавчиня.
Призерка Олімпійських Ігор 1992 року, учасниця 1996, 2000 років.
Чемпіонка світу з водних видів спорту 1991 року, призерка 1994, 2001 років.
Переможниця Пантихоокеанського чемпіонату з плавання 1993, 1995 років.
Переможниця Ігор Співдружності 1990, 1994 років.